# Pakxé

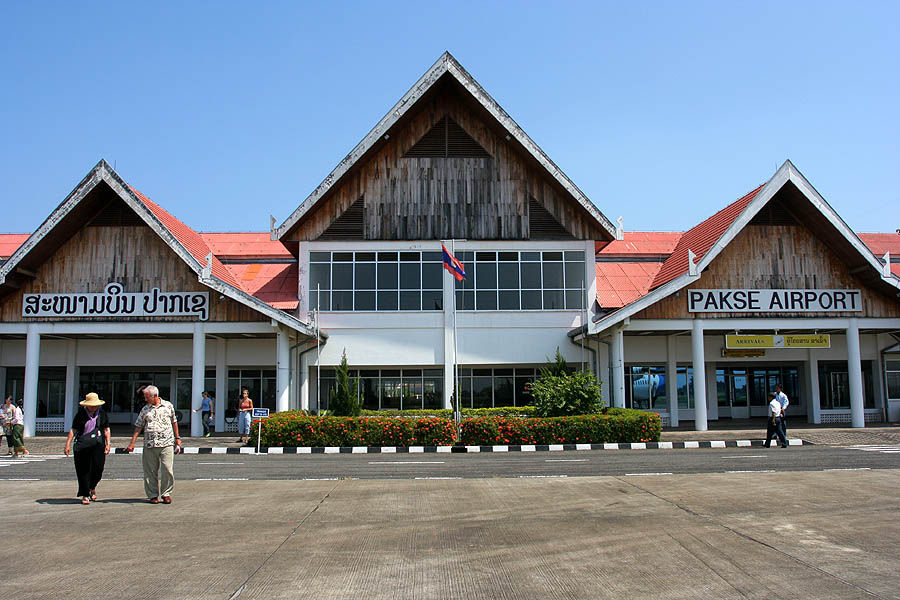
A repülőtér épülete

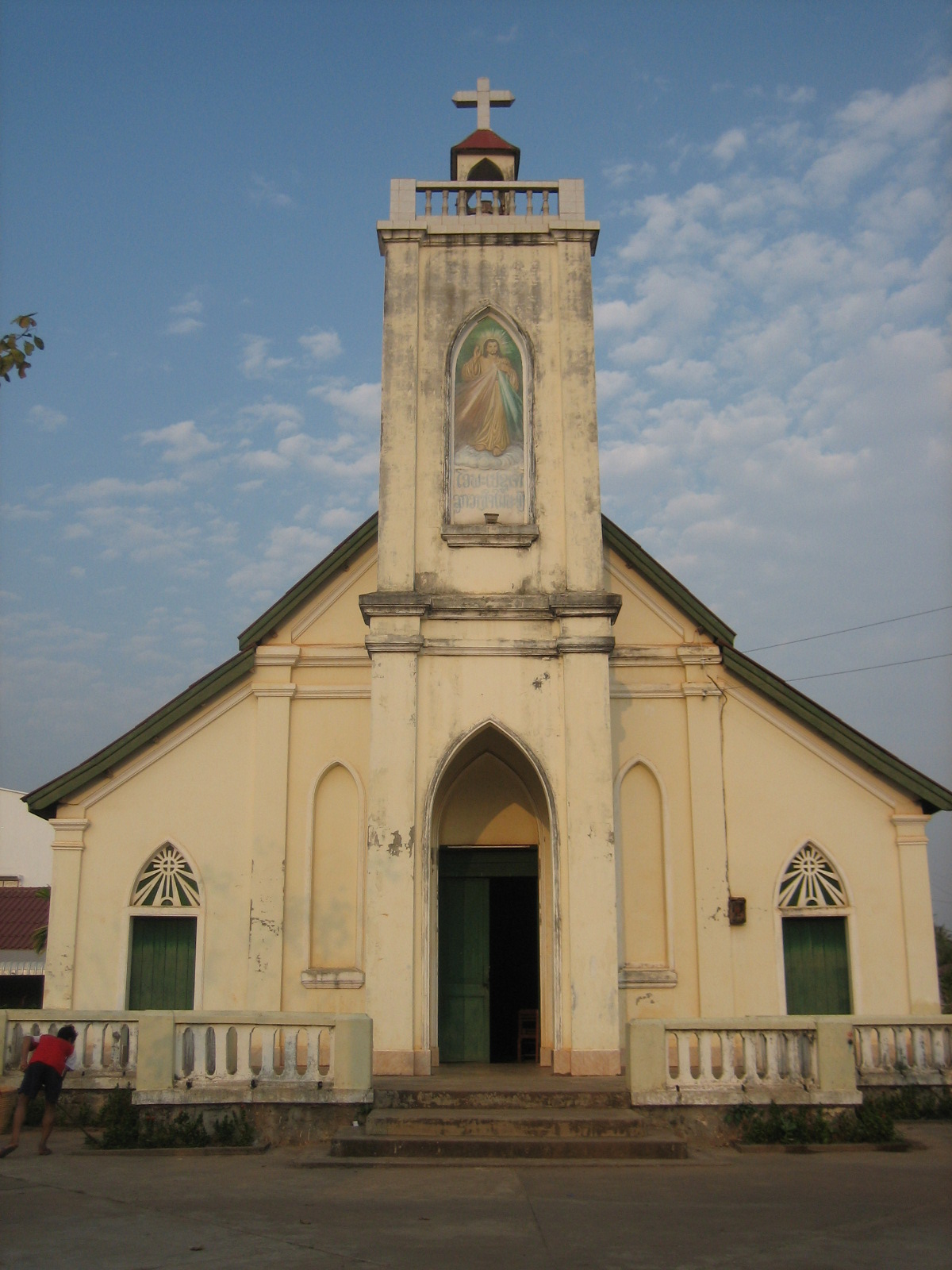
Katolikus templom

Pakxé (laoszi nyelven ປາກເຊ, franciául Paksé) város Laoszban, az ország második legnagyobb városa.

## Földrajz
Délkelet-Laoszban fekszik, a Mekong (ແມ່ນ້ຳຂອງ) folyó partján, nem messze a thaiföldi határtól. A Tjampatszak tartomány székhelye.

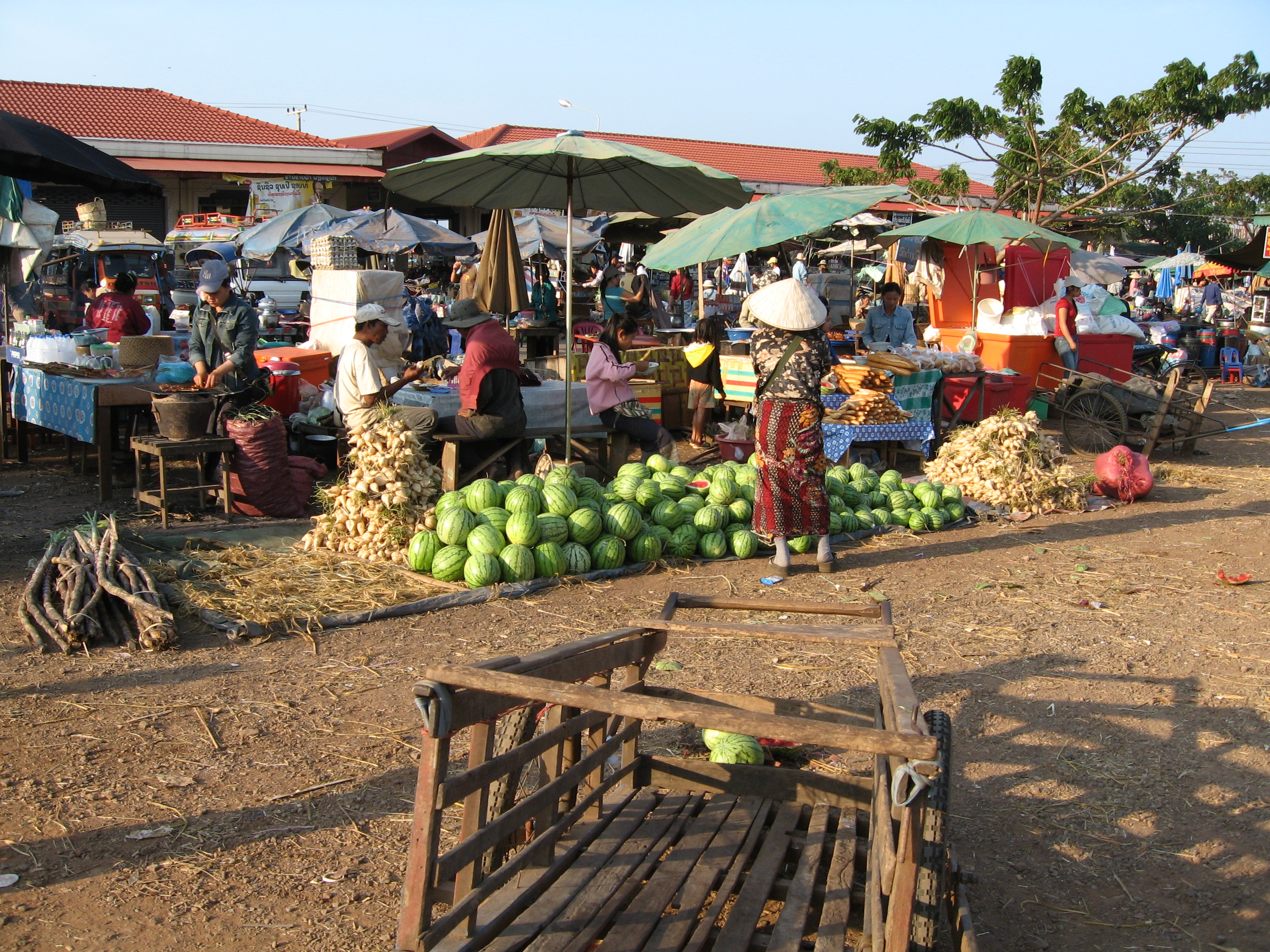
Piac

## Történelem
A francia-thai háború alatt Franciaország átengedte Laosznak. 1975 óta fejlődése töretlen, az ország gazdasági ügyeinek székhelye.

## Lakosság
A város lakossága 87-88 000 fő körül mozog. Nagyobb népcsoportok a laoszi emberek mellett a kínaiak és a vietnamiak. A legtöbb ember buddhista vallású, de egy katolikus templom is épült a városban.

## Kultúra
A Tjampatszak Tartományi Múzeumban a tartomány történelmi emlékeit idézik fel. Laosz második legnagyobb kórháza is itt található, mert sok polgár utazik át a határon.

## Repülőtér
A Pakse International Airport építkezése 2009. november 2-án fejeződött be. Naponta mennek járatok Vientiánba és Bangkokba.